# Amtsgericht Köslin

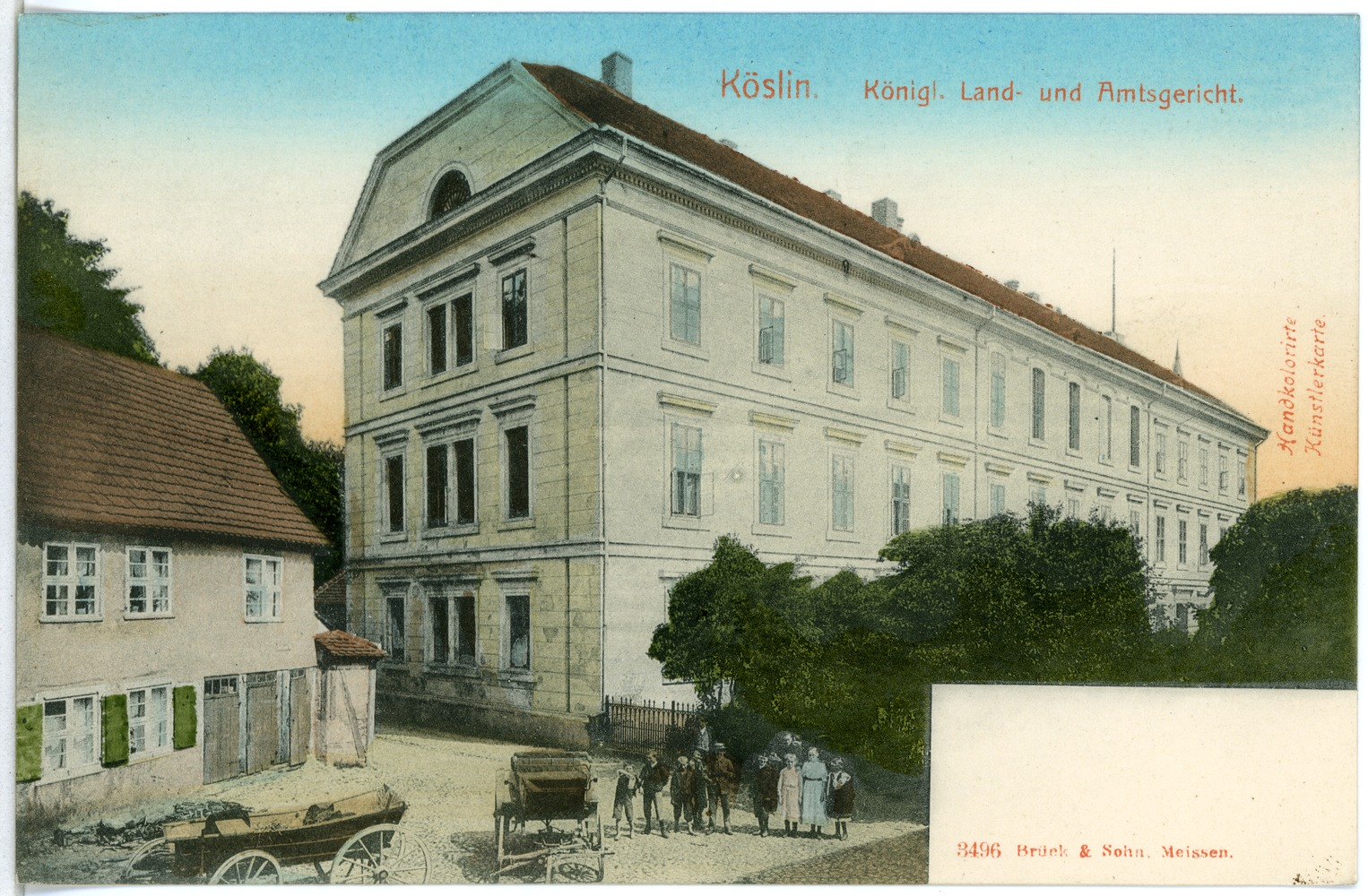
Land- und Amtsgericht Köslin, um 1903

Das Amtsgericht Köslin (auch: Amtsgericht Cöslin) war ein preußisches Amtsgericht mit Sitz in Köslin, Provinz Pommern.

## Geschichte
In Cöslin bestand von 1849 bis 1879 das Kreisgericht Cöslin. Das königlich preußische Amtsgericht Köslin wurde mit Wirkung zum 1. Oktober 1879 als eines von zwölf Amtsgerichten im Bezirk des Landgerichtes Köslin im Bezirk des Oberlandesgerichtes Stettin gebildet. Der Sitz des Gerichtes war Köslin. Sein Gerichtsbezirk umfasste den Kreis Köslin. Am Gericht bestanden 1880 vier Richterstellen. Das Amtsgericht war damit das größte Amtsgericht im Landgerichtsbezirk. Im Rahmen der Weltwirtschaftskrise wurden 60 Amtsgerichte als Folge von Sparverordnungen aufgehoben. Mit der Verordnung über die Aufhebung von Amtsgerichten vom 30. Juli 1932 wurde das Amtsgericht Zanow zum 30. September 1932 aufgehoben und sein Sprengel zwischen dem Amtsgericht Köslin und dem Amtsgericht Pollnow (Landgericht Stolp) aufgeteilt. Die Stadtgemeinde Zanow und die Landgemeinden Abtshagen, Beelkow, Damerow, Eventin, Karnkewitz, Martinshagen, Panknin, Ratteick, Wandhagen, Wieck und Zitzmin kamen so zum Amtsgericht Köslin.
Im Jahre 1945 wurde der größte Teil Pommerns, darunter der Sprengel des Amtsgerichtes Köslin, unter polnische Verwaltung gestellt. Damit endete die Geschichte des Amtsgerichtes Köslin. Unter polnischer Verwaltung entstand das Sąd Rejonowy w Koszalinie (1950–1975: Sąd Powiatowy w Koszalinie).